# Torcé
Torcé (bret. Tourc'heg) – miejscowość i gmina we Francji, w regionie Bretania, w departamencie Ille-et-Vilaine.
Według danych na rok 1990 gminę zamieszkiwało 788 osób, a gęstość zaludnienia wynosiła 56 osób/km² (wśród 1269 gmin Bretanii Torcé plasuje się na 672. miejscu pod względem liczby ludności, natomiast pod względem powierzchni na miejscu 700.).